# ارباب خانه
ارباب خانه (دانمارکی: Du skal ære din hustru) فیلمی صامت در سبک درام به کارگردانی کارل تئودور درایر است که در سال ۱۹۲۵ منتشر شد. از بازیگران آن می‌توان به یوهانس مایر اشاره کرد. فیلم ارباب خانه از دید بسیاری کاری کلاسیک در سینمای دانمارک محسوب می‌شود. این فیلم روی دی‌وی‌دی و همینطور بلو-ری توزیع شده است.